# Chery QQ
Chery QQ (codinome S11) é um automóvel produzido pela montadora chinesa Chery desde 2003. O carro foi lançado no Brasil em abril de 2011, tornando-se o mais barato do país. No mercado brasileiro, tem como seus principais concorrentes, o Renault Kwid e o Fiat Mobi. Na China, ele é vendido por €3.400. O preço médio no mercado da Europa gira em torno de €5.000, batendo o preço do carro Dacia Logan, como o carro mais barato desse mercado.
Em 2015, o modelo ganhou nova geração, e passou a ser também fabricado no Brasil em 2016.

## Lançamento no Brasil
O carro teve seu lançamento no Brasil no dia 28 de abril de 2011, sendo a época o automóvel zero quilômetro mais barato por tabela do Brasil, custando R$ 22.900, título que ostenta até os dias de hoje. O carro chinês trazia como diferencial, o fato de ser "completo" de série. Ele conta com acionamento interno de abertura da tampa do tanque de combustível e porta-malas, alarme, ar-condicionado, direção hidráulica, sensor de estacionamento e rádio com MP3 e entrada USB. Itens esses, que só são encontrados em carros com valor maior e como opcionais. A montadora aposta nessa característica para ganhar o mercado brasileiro. A Chery cita alguns automóveis à venda no Brasil como concorrentes do QQ. Entre eles estão o Effa M100, Chevrolet Celta e Fiat Uno.
O preço muito baixo com todos os equipamentos que o QQ oferece tem explicação. O carro, que na época era importado da China, foi testado por diversas revistas especializadas em carros, entre elas a Auto Esporte e a Quatro Rodas, recebendo críticas quanto ao encaixe de algumas peças, ruído interno e câmbio. Quanto à mudança de marchas, o câmbio foi considerado impreciso e a embreagem foi chamada pela Auto Esporte, de "molenga". A sua suspensão, considerada muito pouco rígida, também foi alvo de críticas. Visto que o centro de gravidade do carro é muito alto, elas podem comprometer a estabilidade ao dirigir e diminuir o conforto em pistas irregulares, com lombadas ou buracos, situação comum no Brasil. Com algumas peças "folgadas" ou mal encaixadas, o ruído interno do QQ é alto. O motor faz mais barulho do que o de seus concorrentes.
Após uma série de críticas no mercado brasileiro, o modelo QQ foi sendo aprimorado, e antes mesmo de trocar de geração, em 2014, ganhou motor 1.0 de 12V, com melhor performance e maior economia de combustível. No terceiro semestre de 2015, o modelo ganhou nova geração, e ao final de 2016 passou a ser fabricado no Brasil, mantendo o título de carro mais barato do Brasil.
Em 2017, o modelo ganhou motorização flex no Brasil, e nova versão de entrada, batizada de Smile, destinada a frotistas, com ausência de itens como direção assistida e ar condicionado. As demais versões permaneceram com seu conteúdo inalterado.
Em 2019, com a venda de 51% das ações da montadora ao grupo CAOA, o QQ foi descontinuado no Brasil.

## Ficha técnica e acessórios

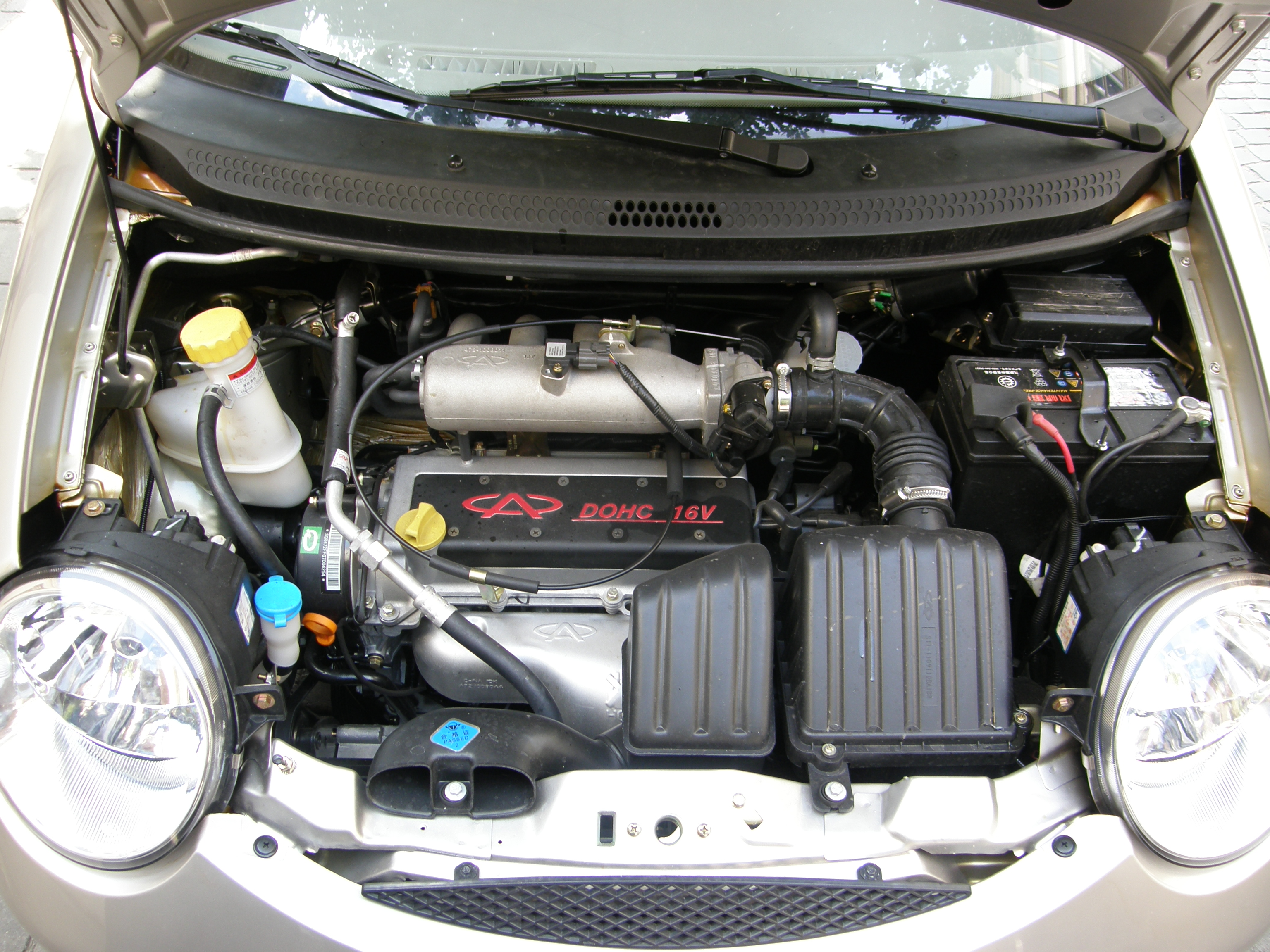
Motor do QQ

Os dados apresentados abaixo referem-se ao modelo à venda no Brasil.

### Motor
O motor 1.0L ACTECO de 12V funciona a gasolina ou etanol, gerando 74CV/75CV a 6.000rpm. Oferece torque de 9,7/10,1kgfm a 4.500rpm. O carro tem tração dianteira e transmissão manual de cinco velocidades. Apresenta três cilindros em linha DOHC.

### Capacidades
O carro foi projeto e é autorizado a comportar, no máximo, cinco ocupantes. Seu tanque de combustível tem 35L de capacidade e seu porta-malas carrega até 160L de bagagens.

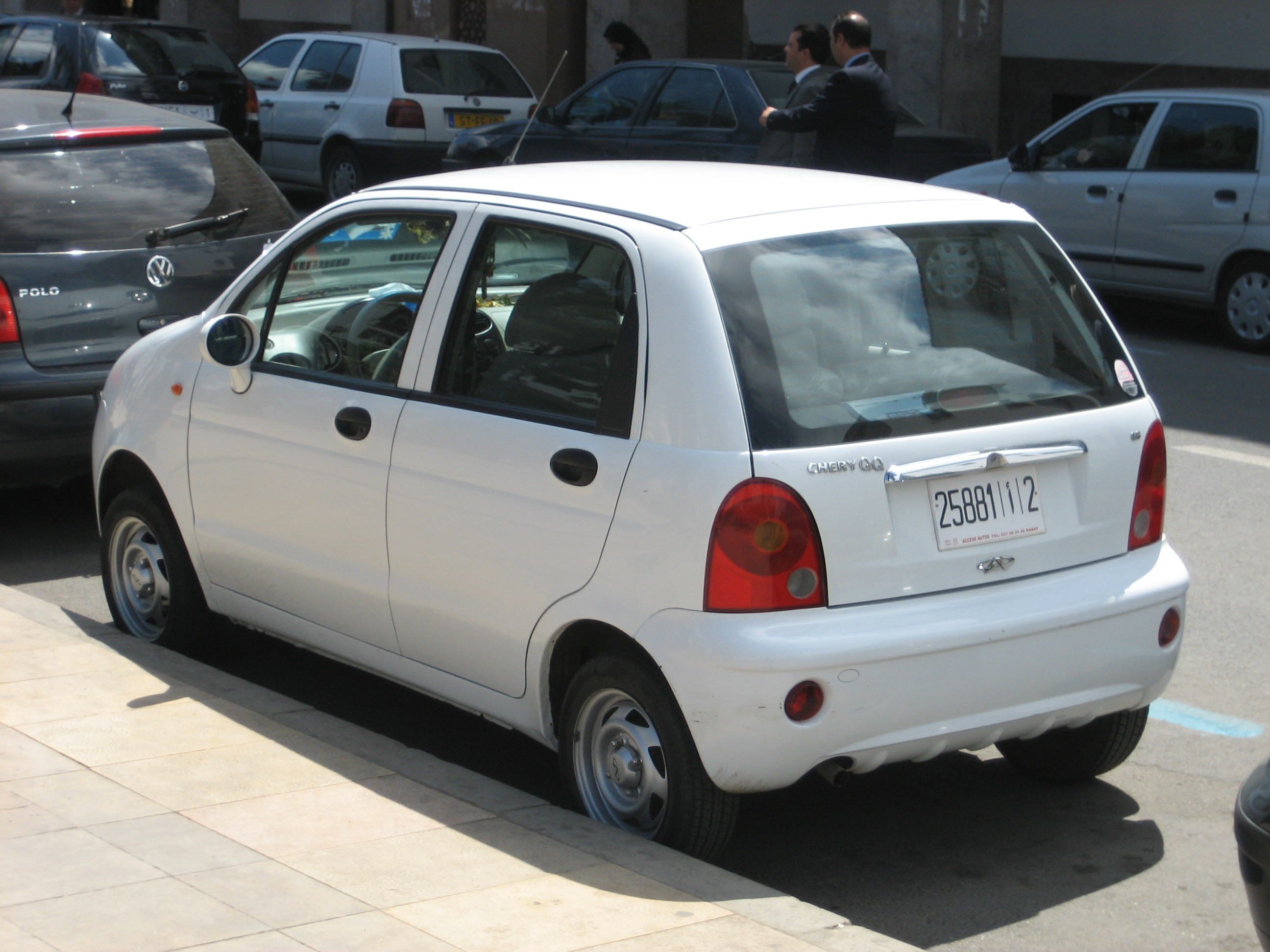
Traseira do Chery QQ

### Dimensões e peso

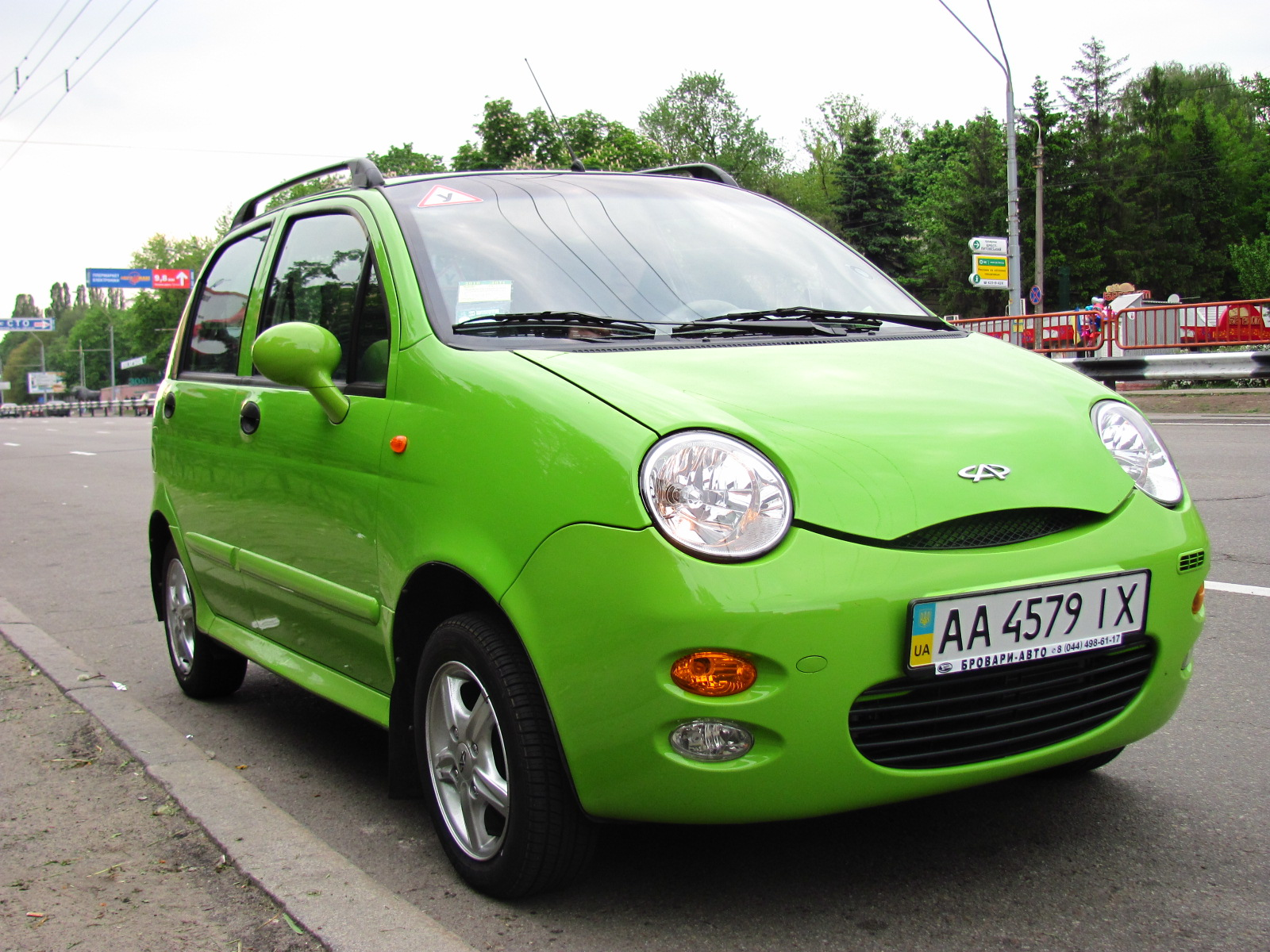
Dianteira do Chery QQ

O QQ têm centro de gravidade alto. Abaixo estão as suas medidas:
| Altura      | 1527mm |
| Comprimento | 3564mm |
| Largura     | 1620mm |
| Entre-eixos | 2340mm |

O carro à venda no Brasil pesa apenas 940 kg em ordem de marcha, sendo considerado um carro muito leve em comparação a outros carros da mesma categoria. Ele tem desempenho semelhante aos seus concorrentes.

### Desempenho
A velocidade máxima informada pela Chery é de 140 km/h. A aceleração de zero a cem quilômetros por hora em condições normais leva 14 segundos.

### Acessórios
O diferencial do QQ está em sua completa lista de acessórios de série. Abaixo estão alguns dos itens do carro:
- Direção hidráulica
- Ar condicionado
- Airbag
- Vidros, travas e retrovisores elétricos
- Rádio com MP3 e entrada USB
- Freios ABS
- Alarme contra roubo
- Aviso de cinto de segurança desatado

## Desempenho emcrash tests
O iQ recebeu da Latin NCAP 0 estrelas das 5 possíveis, na proteção de adulto, e 0 estrelas de proteção infantil em 2015.

## Acusação de cópia
O Chery QQ de primeira geração se tornou o centro de uma polêmica relativa a direitos de propriedade intelectual. A General Motors afirmou que o carro era uma cópia do Daewoo Matiz (que é comercializado fora da Coreia do Sul como Chevrolet Spark). Os executivos da GM observaram, entre outras coisas, que as portas do QQ e as da Spark podem ser substituídas entre si, sem modificação. Ainda segundo a GM, ambos os carros possuem "carrocerias, design e componentes fundamentais notavelmente idênticos" O site MotorAuthority.com e a revista Car and Driver chamaram o QQ de uma "cópia carbono", enquanto o International Herald Tribune, em artigo de 2005, refere-se ao carro da Chery como um clone.
O jornal Detroit News informou que "a disputa reflete a confusão, os riscos e as ambições da indústria automobilística da nova China, onde as montadoras globais estão lutando por uma fatia do mercado automotivo que pode se tornar o maior do mundo".